# روح کانترویل
روح کانترویل (به انگلیسی: The Canterville Ghost) داستان کوتاهی مشهور از نویسندهٔ ایرلندی تبار انگلیسی، اسکار وایلد است.
این داستان با وجود کوتاه بودن، به دلیل محبوبیت زیاد، یه صورت کتاب مجزا نیز انتشار یافته‌است.
این داستان، ابتدا در یک مجله چاپ شد؛ سپس در یکی از کتاب‌های مجموعه داستان نویسنده به نام "جرم ارباب سویل و داستان‌های دیگر" به چاپ رسید؛ و هم‌اکنون نسخه‌های بسیاری از آن به صورت کتاب مستقل نیز منتشر شده‌است. روح کانترویل بیش از هرچیز به خاطر طنز تلخ به کاربرده شده توسط وایلد و روحیهٔ امید و استقلال طلبی داستان، مورد توجه قرار گرفته‌است.
نسخه‌ای از این کتاب توسط انتشارات دانشگاه آکسفورد برای یادگیران زبان انگلیسی، خلاصه شده و ساده شده در قالب مجموعهٔ "Oxford Bookworms Library" و در استیج ۲ منتشر شده‌است. این نسخه در ایران هم به فروش رسیده‌است.

## خلاصه داستان

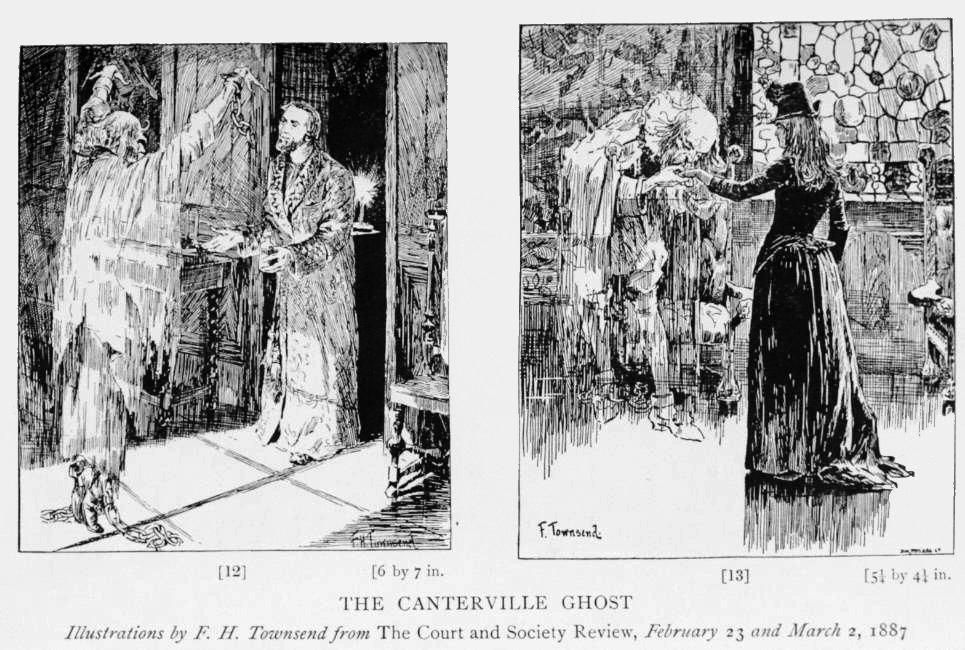
ایلوستراسیون کتاب روح کانترویل

ارباب کانترویل پیر، به دلایلی، قصد دارد خانهٔ بسیار قدیمی خود که با نام محوطهٔ کانترویل معروف است را بفروشد. خانواده‌ای آمریکایی به نام "اوتیس" که به وجود روح معروف این خانه اعتقادی ندارند آن را می‌خرند. حالا شبح کانترویل شروع به ترساندن این تازه‌واردها می‌کند، ولی خیلی زود متوجه می‌شود که با وجود دو پسر دوقلوی خانواده، این کار به آسانی امکان‌پذیر نیست. در این پی روح انواع حقه‌های ترسناک را امتحان می‌کند تا آن‌ها را بترساند ولی یکی از اعضای خانواده، می‌داند که تمام حقه‌های روح، آبکی است و به دلایلی طرز انجام تک‌تک آن‌ها را می‌داند. این عضو، که دختر خانواده است، سرانجام به دیدار روح کانترویل می‌رود تا با او صحبت کند. روحی که با گذشت زمان، فرسوده و افسرده شده‌است؛ و قصد انجام کاری بسیار عجیب را دارد...

## درباره نویسنده
نمایشنامه‌ها، روایت‌های ترسناک، و داستان‌های اسکار وایلد تا به امروز نیز بسیار محبوب هستند. او راوی شگفت‌انگیزی بود؛ چه در نوشتن، و چه در صحبت کردن. و در زمان خودش به دلیل سخنان هوشمدانه و طعنه‌آمیزش مشهور بود. یکی از دوستان وی، دابلیو. بی. ییتسِ شاعر، او را "بهترین سخنران دوران خود" نامیده است. دوستی دیگر روش وایلد را برای خلاصی از یک دندان درد شدید، این چنین توضیح داده:

"مطمئن باشید وی آن‌قدر برایش داستان و جوک تعریف می‌کند، که او را به خنده می‌اندازد..."
این داستان با نام «شبح کانترویل» همراه با شش داستان دیگر از نویسنده توسط طاهر جام‌برسنگ، مترجم ایرانی ساکن سوئد ترجمه شده و نشر کارگاه اتفاق در تهران آن را منتشر کرده است. شمارۀ استاندارد بین المللی کتاب: 9786227047530